# Беккас
Бекка́с (фр. Beccas) — коммуна во Франции, находится в регионе Юг — Пиренеи. Департамент — Жер. Входит в состав кантона Марсьяк. Округ коммуны — Миранд.
Код INSEE коммуны — 32039.

## География
Коммуна расположена приблизительно в 630 км к югу от Парижа, в 110 км западнее Тулузы, в 45 км к юго-западу от Оша.
На северо-востоке коммуны протекает река Аррос, а на юго-западе — река Эстеус.

## Климат
Климат умеренно-океанический. Лето жаркое и немного дождливое, температура часто превышает 35 °С. Зимой часто бывает отрицательная температура и ночные заморозки. Годовое количество осадков — 700—900 мм.

## Население
Население коммуны на 2010 год составляло 94 человека.
| 1962 | 1968 | 1975 | 1982 | 1990 | 1999 | 2010 |
| ---- | ---- | ---- | ---- | ---- | ---- | ---- |
| 62   | 69   | 59   | 62   | 77   | 83   | 94   |

## Администрация
| Период | Период | Фамилия       | Партия       | Примечания |
| ------ | ------ | ------------- | ------------ | ---------- |
| 2001   | 2020   | Франсис Дюффо | Разные левые |            |

## Экономика
В 2010 году среди 62 человек трудоспособного возраста (15-64 лет) 42 были экономически активными, 20 — неактивными (показатель активности — 67,7 %, в 1999 году было 71,2 %). Из 42 активных жителей работали 38 человек (22 мужчины и 16 женщин), безработных было 4 (3 мужчин и 1 женщина). Среди 20 неактивных 4 человека были учениками или студентами, 10 — пенсионерами, 6 были неактивными по другим причинам.

## Фотогалерея

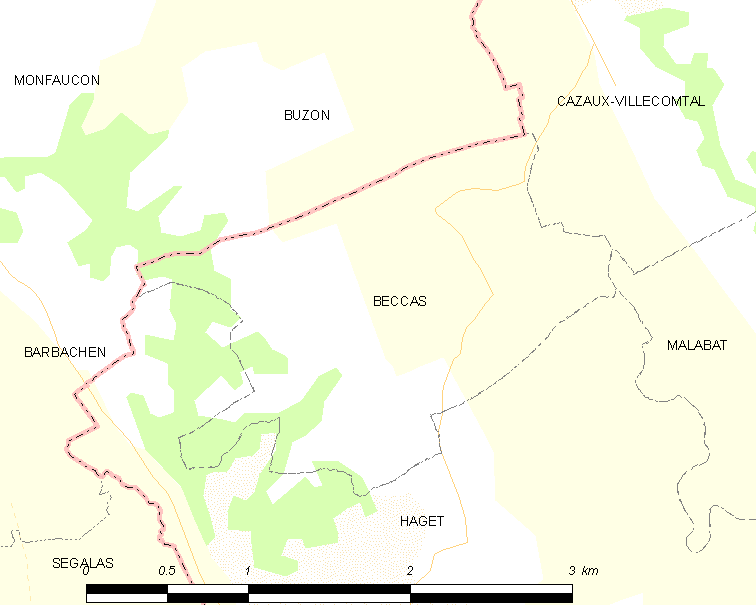
Карта коммуны